# Brodifacoum
Le brodifacoum  est une substance active de produit phytosanitaire (ou produit biocide, ou pesticide), qui présente un effet rodenticide, et qui appartient à la famille chimique des antivitamines K.

## Réglementation
Sur le plan de la réglementation des produits phytopharmaceutiques :
- pour l’Union européenne : cette substance active est interdite par la décision 2007/442/CE à la suite de l'examen relatif à l'inscription à l’annexe I de la directive 91/414/CEE.
- pour la France : cette substance active n'est pas autorisée dans la composition de préparations bénéficiant d’une autorisation de mise sur le marché. Les produits contenant du brodifacoum ont un délai à la distribution fixé au 30 juin 2008, et un délai à l'utilisation fixé au 20 décembre 2008, par l'avis paru au Journal Officiel du 31 octobre 2007.

Sur le plan de la réglementation des biocides :
- pour l’Union européenne et la Suisse : cette substance active est autorisée pour le contrôle des rongeurs[4].

## Caractéristiques physico-chimiques
Les caractéristiques physico-chimiques dont l'ordre de grandeur est indiqué ci-après, influencent les risques de transfert de cette substance active vers les eaux, et le risque de pollution des eaux :
- Hydrolyse à pH 7 : stable,
- Solubilité : très faible dans l'eau, 0,24 mg·L-1 (à 20 °C et pH = 7,4); meilleur dans le benzène, toluène et xylène, l'acétone, l'acétate d'éthyle; bien dans le diméthylformamide.
- Coefficient de partage octanol-eau : 8,5. Ce paramètre, noté log Kow ou log P, mesure l’hydrophilie (valeurs faibles) ou la lipophilie (valeurs fortes) de la substance active.

## Écotoxicologie
Sur le plan de l’écotoxicologie, les concentrations létales 50 (CL50) dont l'ordre de grandeur est indiqué ci-après, sont observées :
- CL50 sur poissons : 0,051 mg·L-1,
- CL50 sur daphnies : 0,064 mg·L-1,

## Toxicité pour l’homme
Sur le plan de la toxicité pour l’Homme, la dose journalière acceptable (DJA) est de l’ordre de : 0,000 04 mg·kg-1·j-1.
L'ingestion est souvent accidentelle, conduisant à des saignements prolongées. La demi-vie de la molécule dépasse plusieurs semaines, imposant une prescription de vitamine K pendant plusieurs mois.